# بكاريس أخضر شاحب
بكاريس أخضر شاحب (الاسم العلمي:Baccharis glauca) هو نوع من النباتات يتبع جنس البكاريس من الفصيلة النجمية.